# 12 Stones
12 Stones — американський ню-метал / пост-гранж-гурт, утворений в 2000 році в місті Мандевілль, штат Луїзіана, США.

## Біографія
Дебютний альбом з однойменною назвою 12 Stones вийшов у 2002 році з продюсером Джеєм Баумгарднером (працював з Papa Roach, Drowning Pool і Alien Ant Farm). Гурт отримав популярність, коли вокаліст гурту 12 Stones Paul McCoy заспівав разом з Емі Лі та гуртом Evanescence пісню Bring Me to Life. Другий альбом Potter's Field вийшов у 2004 році. Після виходу кожного з них були організовані тривалі та обширні тури. У 2007 році з'явився їхній третій альбом Anthem for the Underdog. Наразі гурт працює над новим альбомом.

## Склад

### Нинішній
- Пол МакКой — вокал, лірика (с 2000)
- Eric Weaver — гітара, бек-вокал (с 2000)
- Aaron Gainer — барабани, перкуссія, бек-вокал (с 2000)
- Justin Rimer — ритм гітара, композитор (с 2007)
- Shawn Wade — бас-гітара (с 2008)

### Колишній
- Kevin Dorr — бас-гітара (2000—2004)
- Pat Quave — барабани
- Stephen Poff — гітара
- Clint Amereno — бас (тури)
- Aaron Hill — бас (тури)
- Brandon «Squirly» Werrell — гітара (тури)
- Greg Trammell — гітара
- Cash Melville — гітара
- DJ Stange — бас

## Дискографія

### Альбоми
- 12 Stones (23 квітня, 2002) #147, 138,818.
- Potter's Field (24 серпня, 2004) #29, 415,583
- Anthem for the Underdog (14 серпня, 2007) #53, Gold 498,523
- The Only Easy Day Was Yesterday (EP) (20 червня, 2010)
- Beneath The Scars (22 травня, 2012)

### Сингли
| Year | Song                      | U.S. Mainstream Rock | Album                           |
| ---- | ------------------------- | -------------------- | ------------------------------- |
| 2002 | «Broken»                  | —                    | 12 Stones                       |
| 2002 | «The Way I Feel»          | —                    | 12 Stones                       |
| 2002 | «Crash»                   | —                    | 12 Stones                       |
| 2004 | «Far Away»                | 38                   | Potter's Field                  |
| 2004 | «Photograph»              | —                    | Potter's Field                  |
| 2007 | «Lie to Me»               | 24                   | Anthem for the Underdog         |
| 2008 | «Anthem for the Underdog» | 26                   | Anthem for the Underdog         |
| 2008 | «Adrenaline»              | 23                   | Anthem for the Underdog         |
| 2009 | «Broken Road»             | —                    | Anthem for the Underdog         |
| 2010 | «We Are One»              | 30                   | The Only Easy Day Was Yesterday |
| 2010 | «Disappear»               | —                    | The Only Easy Day Was Yesterday |

### Пісні в медіа
- «Broken» тема для WWE Judgement Day у 2002.
- «My Life» саундтрек до фільмуЦар скорпіонів у 2002.
- «Crash» тема для суперзірок WWE Al Snow у 2001.
- «Home» тема для WWE Kurt Angle.
- «Running out of Pain» і «Back Up» використані в Cheating Death, Stealing Life — The Eddie Guerrero Story.
- «Back Up» використана для WWE Triple H VS Shawn Michaels Hell In A Cell.
- «Let Go» саундтрек до фільму Зірвиголова.
- «Shadows» використана в трейлері до фільму Пірати Карибського моря: Скринька мерця.
- «Photograph» саундтрек до фільму Електра у 2005.
- «Anthem For The Underdog» саундтрек до фільмів Ніколи не здавайся 2008 і 2009 років.
- «Adrenaline» використовувалась в змаганні World's Strongest Man.
- «Adrenaline» використовувалась командою Detroit Red Wings 2009 Playoffs.
- «Adrenaline» саундтрек до фільму Ніколи не здавайся
- «We are one» тема для Nexus в WWE

### Кліпи
- The Way I Feel
- Lie to Me
- Broken
- Far Away
- Photograph
- Anthem For The Underdog
- Adrenaline